# Drapetis bruscellensis
Espèce
Drapetis bruscellensis est une espèce d'insectes diptères brachycères de la famille des Hybotidae.

## Systématique
L'espèce a été découverte en 2016 dans le jardin botanique Jean Massart à Auderghem à Bruxelles par l'entomologiste Patrick Grootaert (d) de l'Institut Royal des Sciences Naturelles de Belgique.

## Description
La mouche, d'environ 2 mm, a un coffre noir brillant et vit principalement sur les troncs et les feuilles d'arbres, où elle chasse les petits insectes et les acariens.

## Distribution
L'espèce Drapetis bruscellensis a été piégée en 2015 dans le Jardin botanique Jean Massart, puis identifiée comme nouvelle espèce en 2016. Il est rare de découvrir une nouvelle espèce en Belgique (la précédente découverte d'une espèce de mouche datait de vingt ans). S'agissant d'une espèce identifiée en 2016, il est difficile pour l'instant d'estimer son aire de répartition.

## Étymologie
Son nom spécifique, composé de bruscell et du suffixe latin -ensis, « qui vit dans, qui habite », lui a été donné en référence au lieu de sa découverte, la ville de Bruxelles . 

## Publication originale
- (en) Patrick Grootaert, « Drapetis bruscellensis (Diptera: Hybotidae) a new species for science from the outskirts of Brussels, a not so cryptic species supported by COI barcoding », Belgian Journal of Entomology, Société royale belge d’entomologie, vol. 41,‎ 23 mai 2016, p. 1-14 (ISSN 1374-5514 et 2295-0214, lire en ligne).